# Bruno Pelaggi
Bruno Pelaggi (Serra San Bruno, 15 settembre 1837 – Serra San Bruno, 6 gennaio 1912) è stato un poeta e scultore italiano.

## Biografia
Il padre di "Mastro" Bruno Alfonso Pelaggi,.  si chiamava Gabriele  ed era un falegname; la madre, invece, Serafina Drago discendeva da una nota famiglia di scalpellini. Visse in un arco di tempo che abbraccia molte e gravi vicende storiche, sociali ed economiche per tutta la Calabria. La cittadina di Serra San Bruno, in particolare, godeva a metà Ottocento  di un relativo benessere per il prosperare di una ricca attività agricola, che riceveva l'impronta della perizia tecnica, della genialità e del gusto artistico delle numerose "maestranze" (la cosiddetta "maestranza di la Serra") dislocate nelle varie botteghe-laboratorio cittadine. Discendente di artigiani, aveva cominciato naturalmente a percorrere la via del lavoro di bottega, alle dipendenze degli scalpellini Drago. La decadenza economica della società calabrese negli anni dell'unità di Italia furono motivo di ispirazione per la produzione di poesie in dialetto.
In vita fu apprezzato per la sua abilità artistica di prodotti lapidei in granito per conto del monastero di Santo Stefano del Bosco al punto di avere l'incarico di realizzare la facciata della chiesa confraternale di Maria Santissima Assunta nel cimitero di Serra San Bruno e inoltre presentò nel 1883 un disegno per la facciata della chiesa parrocchiale sita in località Spinetto dedicata a Santa Maria Assunta, realizzata dal cugino Biagio Pelaggi. Dopo morto divenne molto più noto per la sua produzione letteraria in dialetto calabrese.
Come poeta  fu soprattutto indirizzato verso temi di contestazione del potere , in un dialetto molto vivace. Componeva durante il lavoro di scalpellino e la sera dettava alla figlia che spesso si scandalizzava per le espressioni molto colorite.
La critica ha rivalutato la sua opera poetica  e nel 1965 è stata curata una prima edizione dei testi, ripresi poi anche in spettacoli teatrali,  in contrapposizione ad uno Stato visto come antagonista  con tematiche che esprimono o addirittura anticipano la questione meridionale
Nel 2014 viene inserito nel Dizionario Biografico degli Italiani della storica e prestigiosa Enciclopedia Treccani.